# Wrote a Song for Everyone
Wrote a Song for Everyone es el noveno álbum de estudio del músico estadounidense John Fogerty, publicado por la compañía discográfica Vanguard Records en mayo de 2013. El álbum es una colección de antiguas composiciones de Fogerty, regrabadas junto a una larga lista de músicos invitados, entre los que figuran Foo Fighters («Fortunate Son»), Bob Seger («Who'll Stop the Rain»), Dawes («Someday Never Comes»), Brad Paisley («Hot Rod Heart»), Miranda Lambert («Wrote a Song for Everyone»), Kid Rock («Born on the Bayou»), Keith Urban («Almost Saturday Night»), My Morning Jacket («Long as I Can See the Light»), Alan Jackson («Have You Ever Seen the Rain»), Jennifer Hudson («Proud Mary»). También incluye dos composiciones nuevas, «Mystic Highway» y «Train of Fools».

## Recepción
Wrote a Song for Everyone obtuvo reseñas generalmente positivas de la prensa musical, con un promedio de 71 sobre 100 en la web Metacritic. En American Songwriter, Lynne Margolis encontró que «el resultado, es, en ocasiones, revelador». En Country Weekly, Bob Paxman dijo que «este debía ser un disco obligatorio para los seguidores de Fogerty», mientras que Gary Graff, en The Oakland Press, lo proclamó como «un experimento exitoso, una celebración que se añade al legado de Fogerty y de estas canciones». Holly Gleason, de la revista Paste, destacó que la publicación «puede proporcionar una fuente de géneros, pero los dúos country/rock/progresivo a menudo sirven como un recordatorio de la singular potencia de Fogerty». En Rolling Stone, David Fricke lo definió como «un testamento a la continua verdad y poder de los grandes éxitos de Fogerty», mientras que en Toronto Star, Nick Krewen lo definió como «divertido para lo que es».
En Allmusic, Stephen Thomas Erlewine lo criticó porque «no importa cuánta diversión esté teniendo con este disco, Fogerty no necesita ningún invitado para sonar vivo». En Chicago Tribune, Greg Kot destacó que «con canciones tan buenas, no se necesitan trucos», pero tiene resultados «en su mayoría decepcionantes». En Exclaim!, Jason Schneider evocó que la publicación «ilustra la amplia influencia de Fogerty; a menudo no tiene el suficiente crédito por crear lo que se conoce hoy en día como americana, pero no ha habido nadie tan naturalmente experto en convertirlo en su sonido característico».
Wrote a Song for Veryone fue destacado como el décimo mejor álbum de 2003 por la revista Rolling Stone.

## Lista de canciones
| N.º | Título                                                                   | Duración |  |
| 1.  | «Fortunate Son» (Con Foo Fighters)                                       | 3:29     |  |
| 2.  | «Almost Saturday Night» (Con Keith Urban)                                | 3:17     |  |
| 3.  | «Lodi» (Con Shane Fogerty y Tyler Fogerty)                               | 4:19     |  |
| 4.  | «Mystic Highway»                                                         | 6:04     |  |
| 5.  | «Wrote a Song for Everyone» (Con Miranda Lambert y Tom Morello)          | 4:01     |  |
| 6.  | «Bad Moon Rising» (Con Zac Brown Band)                                   | 2:54     |  |
| 7.  | «Long as I Can See the Light» (Con My Morning Jacket)                    | 4:49     |  |
| 8.  | «Born on the Bayou» (Con Kid Rock)                                       | 4:46     |  |
| 9.  | «Train of Fools»                                                         | 4:40     |  |
| 10. | «Someday Never Comes» (Con Dawes)                                        | 5:16     |  |
| 11. | «Who'll Stop the Rain» (Con Bob Seger)                                   | 3:11     |  |
| 12. | «Hot Rod Heart» (Con Brad Paisley)                                       | 4:59     |  |
| 13. | «Have You Ever Seen the Rain» (Con Alan Jackson)                         | 3:17     |  |
| 14. | «Proud Mary» (Con Jennifer Hudson, Allen Toussaint y Rebirth Brass Band) | 4:25     |  |

## Posición en listas
| País              | Lista                   | Posición |
| ----------------- | ----------------------- | -------- |
| Alemania          | Media Control Charts    | 24       |
| Austria           | Alben Top 75            | 11       |
| Bélgica (Flandes) | Ultratop 200 Albums     | 20       |
| Bélgica (Valonia) | Ultratop 200 Albums     | 51       |
| Canadá            | Canadian Albums Chart   | 3        |
| España            | Promusicae Music Charts | 19       |
| Estados Unidos    | Billboard 200           | 3        |
| Finlandia         | Finnish Albums Chart    | 12       |
| Noruega           | VG-lista                | 3        |
| Países Bajos      | Mega Albums Top 100     | 35       |
| Suecia            | Albums Top 60           | 10       |
| Suiza             | Swiss Top Albums 100    | 25       |